# Talia Caldwell
Talia Adaiah Caldwell (ur. 25 maja 1991 w Los Angeles) – amerykańska koszykarka występująca na pozycji środkowej.
13 kwietnia 2016 podpisała umowę z New York Liberty. Opuściła klub przed rozpoczęciem sezonu.
24 grudnia 2019 została zawodniczką Ślęzy Wrocław. 
Jej ojciec Ravin Caldwell był futbolistą amerykańskim w lidze NFL. Występował na pozycji linebackera w barwach Washington Redskins (1987–1992), zdobył dwukrotnie mistrzostwo (1987, 1991).

## Osiągnięcia
Stan na 27 sierpnia 2020, na podstawie, o ile nie zaznaczono inaczej.
NCAA
- Uczestniczka rozgrywek:
  - NCAA Final Four (2013)
  - turnieju NCAA (2012, 2013)
- Mistrzyni sezonu regularnego konferencji Pac-12 (2013)
- Zaliczona do:
  - składu honorable mention:
    - Pac-12 All-Academic (2012)
    - Pac-10 (2011)

Drużynowe
- Zdobywczyni pucharu Hiszpanii (2016)

Indywidualne
- Liderka w zbiórkach ligi:
  - rosyjskiej (2019)
  - hiszpańskiej (2016)